# Gautier de Coincy

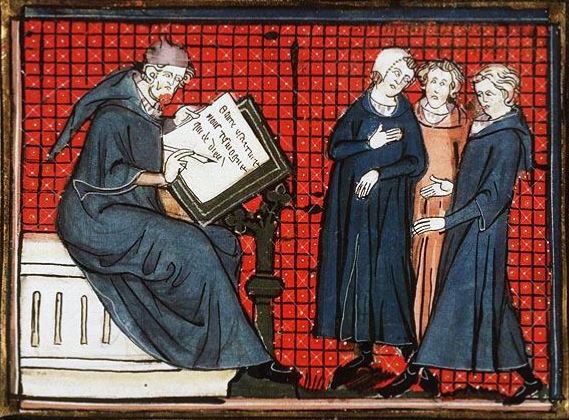
Gautier de Coincy

Gautier de Coincy (1177 - 1236), ook wel Gautier de Coinci, was een Franse abt en dichter. Hij staat met name bekend om zijn devotie voor de maagd Maria en zijn arrangementen van gedichten op bestaande muziek. Als prior van Vic-sur-Aisne compileerde hij Les Miracles de Nostre-Dame, waarin gedichten over Maria op de wijs van populaire liedjes en melodieën uit die tijd gezet zijn. Het stuk wordt nog steeds incidenteel opgevoerd.
- Bibsys: 90123618
- Biblioteca Nacional de España: XX890981
- Bibliothèque nationale de France: cb13894343w (data)
- Catàleg d'autoritats de noms i títols de Catalunya: 981058617906306706
- CiNii: DA05861428
- Gemeinsame Normdatei: 118716557
- International Standard Name Identifier: 0000 0000 0145 9404
- Library of Congress Control Number: n81090774
- MusicBrainz: d85b0825-a15e-4765-a044-3fd94f9a06a3
- Nationale Bibliotheek van Tsjechië: pna2006362665
- Nationale bibliotheek van Australië: 35375358
- Nationale Bibliotheek van Israël: 987007287877505171
- Nationale Bibliotheek van Polen: a0000002706012
- Nederlandse Thesaurus van Auteursnamen: 06896241X
- Istituto Centrale per il Catalogo Unico: SBLV101275
- LIBRIS: 328089
- SNAC: w61r6nrq
- Système universitaire de documentation: 027312267
- Trove: 930633
- Virtual International Authority File: 95263624
- WorldCat: E39PBJrm76hhP8jD4BFc4wYVmd